# ラクターゼ活性持続症
ラクターゼ活性持続性（ラクターゼかっせいじぞくせい、英: Lactase persistence）とは、ヒトが哺乳類であるのにもかかわらず、乳糖の消化酵素のラクターゼが、成体になっても活性を持ち続ける現象である。乳糖分解酵素活性持続性（にゅうとうぶんかいこうそかっせいじぞくせい）などとも呼ばれる。
哺乳類におけるラクターゼの唯一の機能は乳汁に含まれる糖分である乳糖を加水分解して吸収できる形にすることであり、ほとんどの種では離乳すればこの酵素の活性は著しく低下する。
一方で、ヒトの一部の集団は、乳児期以降のヒト以外の乳の消費に適応した。そのようなわけで世界の大部分の人々が乳糖非持続なため、多かれ少なかれその成人は乳糖不耐症の影響を受ける。とは言え、遺伝的にラクターゼ活性非持続性の全員が乳糖不耐症でも、乳糖不耐症の全員の遺伝型がラクターゼ活性非持続型だということでもない。

## 世界における乳糖持続表現型の分布

旧世界（アメリカ以外）の先住民族における乳糖を消化可能な成人の割合。

人類もすべての哺乳類と同じく、授乳期には自らの種であるヒトの乳汁を摂取し、そして離乳後に野生動物の乳汁を摂取することは困難であり、他の種の乳汁を広く飲むようになった起源は家畜の利用以後、5500年から6100年前のブリテン島の陶器から乳脂肪が見つかっており、この時期には利用されたと考えられる。人類の遺伝的祖先が発生した以降、進化の尺度で見ると比較的最近であり人類における遺伝子型は均一ではない。
成人になっても乳糖を消化するラクターゼ活性持続の表現型の分布は世界的に均一ではない。またラクターゼ活性持続症の割合は変化しやすい。欧州でのラクターゼ活性持続の表現型の分布は連続的であり、北西では89-96%、南東では15-54%である。この表現型はアイルランド人の100%とフィンランド人とハンガリー人の80%がこのラクターゼ活性持続型だと推測され、一方、ギリシャ人の17%、サルディーニャ人の14%だけであると推測される。
このラクターゼ活性持続の表現型の割合が高い地域は、サハラ以南のアフリカや中東の一部の地域でも見られる。しかし、多くの地域で最も一般的にみられる割合は、中間的な（11-32%）中央アジア、低の（5%未満）アメリカ先住民や東アジア、中国人の大半や、アフリカ人の一部の集団である。
アフリカでの分布はまばらであり、ラクターゼ活性持続の表現型の分布の研究を困難にする。フラニ族やベドウィン族のような牧畜を行ってきた集団では多く分布する。

## 遺伝

旧世界（アメリカ以外）の先住民族におけるラクターゼ活性持続の表現型の成人の割合。

複数の研究が2つの表現型、「ラクターゼ活性持続型」と「ラクターゼ活性非持続型」（乳糖不耐症）の存在を示しており、ラクターゼ活性持続症は授乳期以降の乳糖の消費による必要はない。
島田彰夫によれば、ラクターゼ分泌持続の遺伝子は劣性であり、ラクターゼ活性持続の者と、非持続の者の子供は非持続となるため、白人と日本人の子供では非持続となる。

## ヒト以外
乳糖の吸収不良は成人期の哺乳類にとって典型的で、ラクターゼ活性持続症は酪農との相互作用でヒトに関連している可能性が高い現象である。ほとんどの哺乳類は、母から離れて自ら食料を得るのに充分なように成長すると乳糖を消化する能力を失う。